# Henk Fortuin
Henk (Hein) Fortuin (Maassluis, 26 december 1916 - Schiedam, 28 april 2007) was een Nederlands kunstschilder. Hij is in Maassluis en omgeving bekend geworden door aquarellen van zijn leefomgeving, zijn zeer gedetailleerde tekeningen en zijn donkere landschappen met bijzondere luchten.

## Biografie
Fortuin heeft zijn hele leven in Maassluis gewoond behalve toen hij moest onderduiken tijdens de Tweede Wereldoorlog en toen hij twee jaar in Frankrijk verbleef voor een kunstenaarsbeurs. Hij is overleden aan alvleesklierkanker in een verzorgingshuis.
Fortuin maakte wat hij wilde, met uitzondering van zijn BKR-werk. Elke drie maanden moest hij dan een schilderij inleveren. Vaak waren dit stadsgezichten van Maassluis die in topografisch opzicht van belang zijn. Toen hij met pensioen ging kon hij weer volledig zijn eigen gang gaan.

## Waardering
In 1996 heeft Maarten 't Hart voor de kaft van het boek De nakomer het schilderij “Wintergezicht op Maassluis” van Fortuin gebruikt.
Fortuin was een in zichzelf gekeerde man die meende dat zijn kunst niet de waardering kreeg die zij verdiende. Hij kon van zijn werk nauwelijks afstand doen. Zelfs aan familie en vrienden wilde hij niet graag een schilderij kwijt, en als hij iets verkocht was het een kopie van het originele werkstuk. Vlak voor zijn overlijden veranderde dat en liet hij toe dat zijn werk ter verkoop werd aangeboden in een plaatselijke galerie. In korte tijd werden bijna dertig werken verkocht. Hij werd ook benoemd tot ereburger van de stad Maassluis. Dit was voor hem de erkenning die hij zo lang gemist had.
In 2011 werd door de NCRV "De nalatenschap van Oom Hein" uitgezonden. Deze documentaire gaat over het opruimen van zijn chaotische huis nadat hij was overleden. Tijdens de schoonmaak kwamen onder andere kunstwerken tevoorschijn waar de familie helemaal geen weet van had.
Eind 2016 - begin 2017 vond in Museum Maassluis een tentoonstelling plaats met werk van Henk Fortuin ter gelegenheid van zijn honderdste geboortejaar.

### Schilderijen

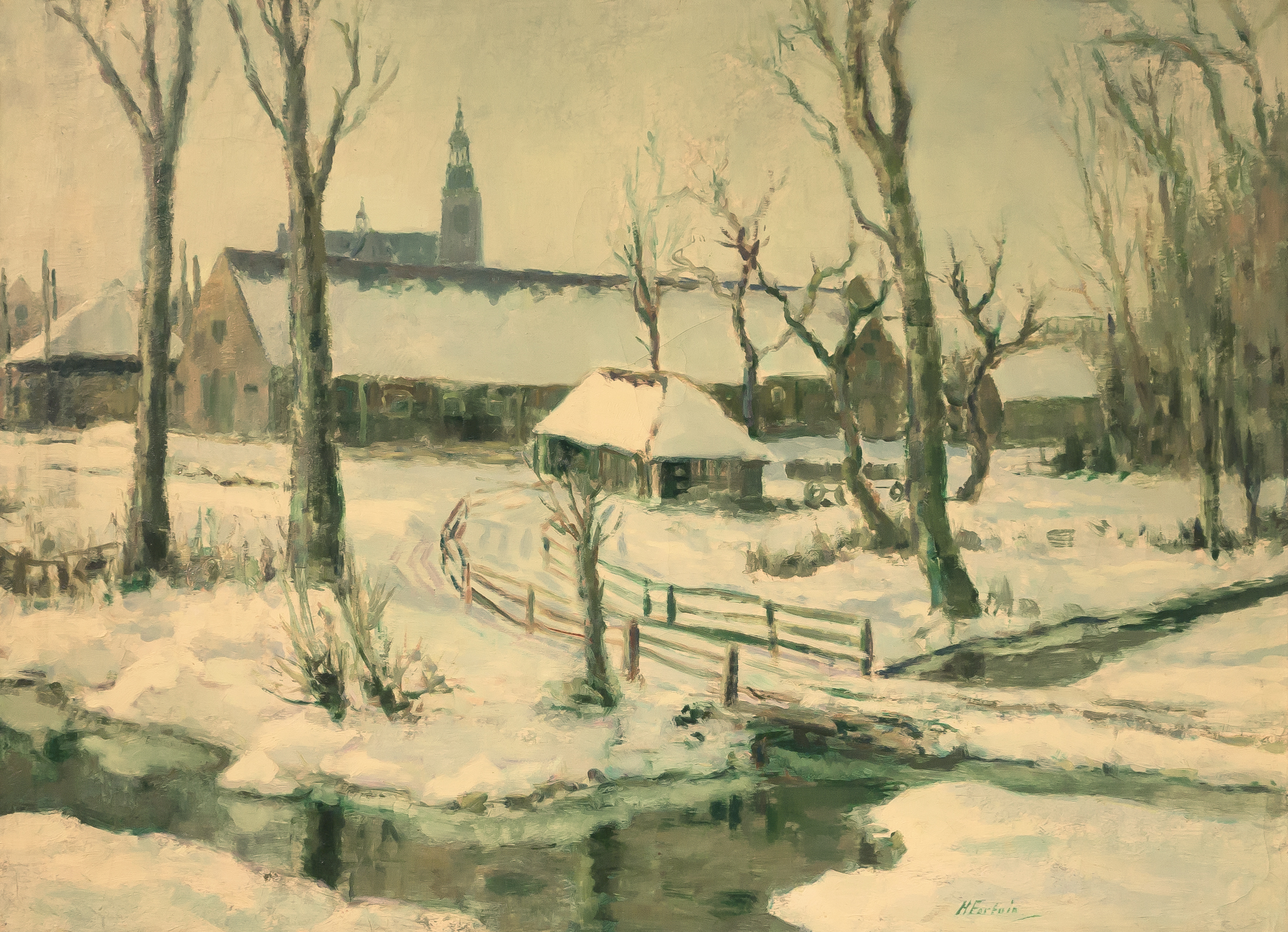
De Buiswoning in Maassluis (1960)
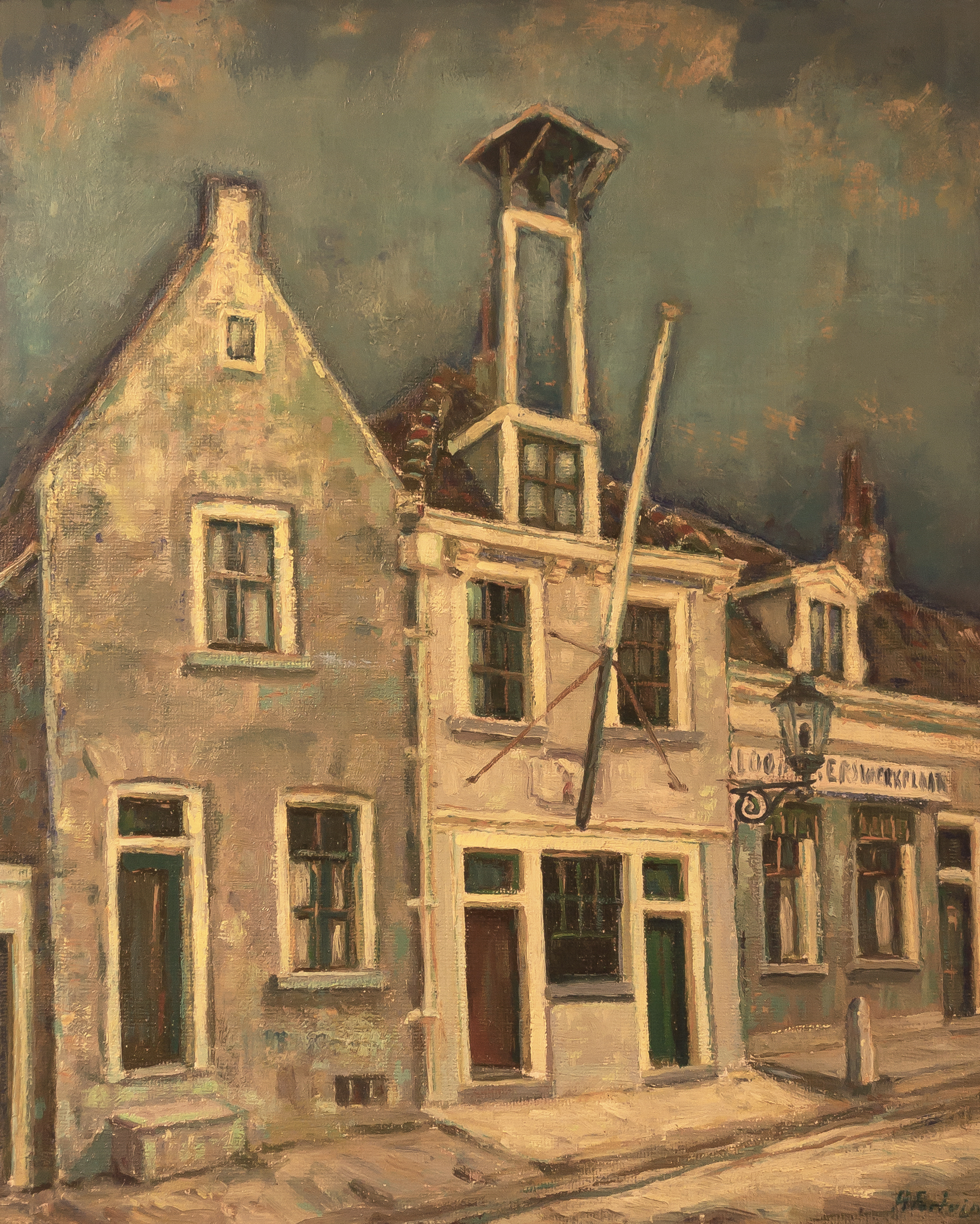
Zakkendragershuisje aan de Zuiddijk in Maassluis (1965)
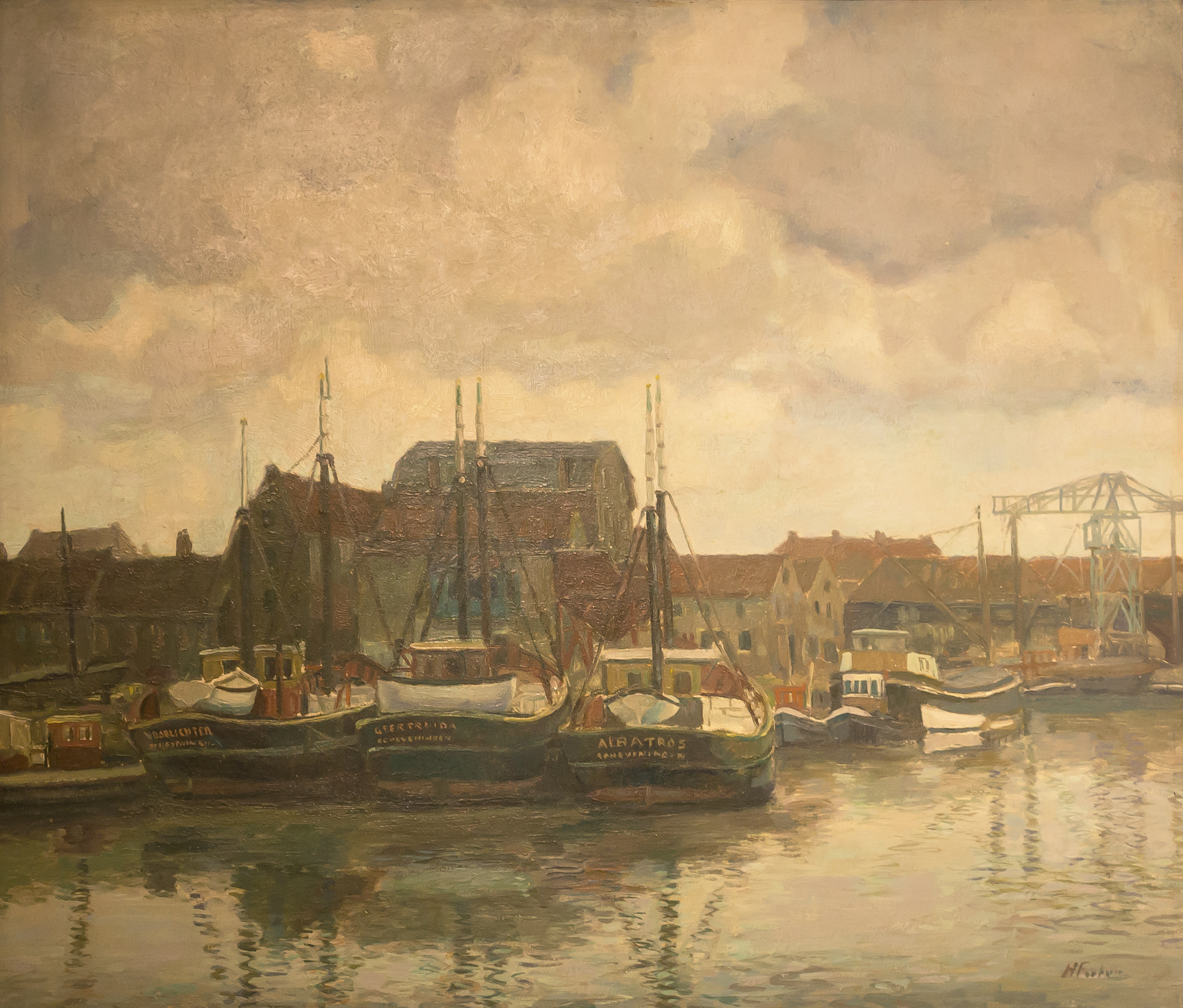
Schanseiland in Maassluis (1965)
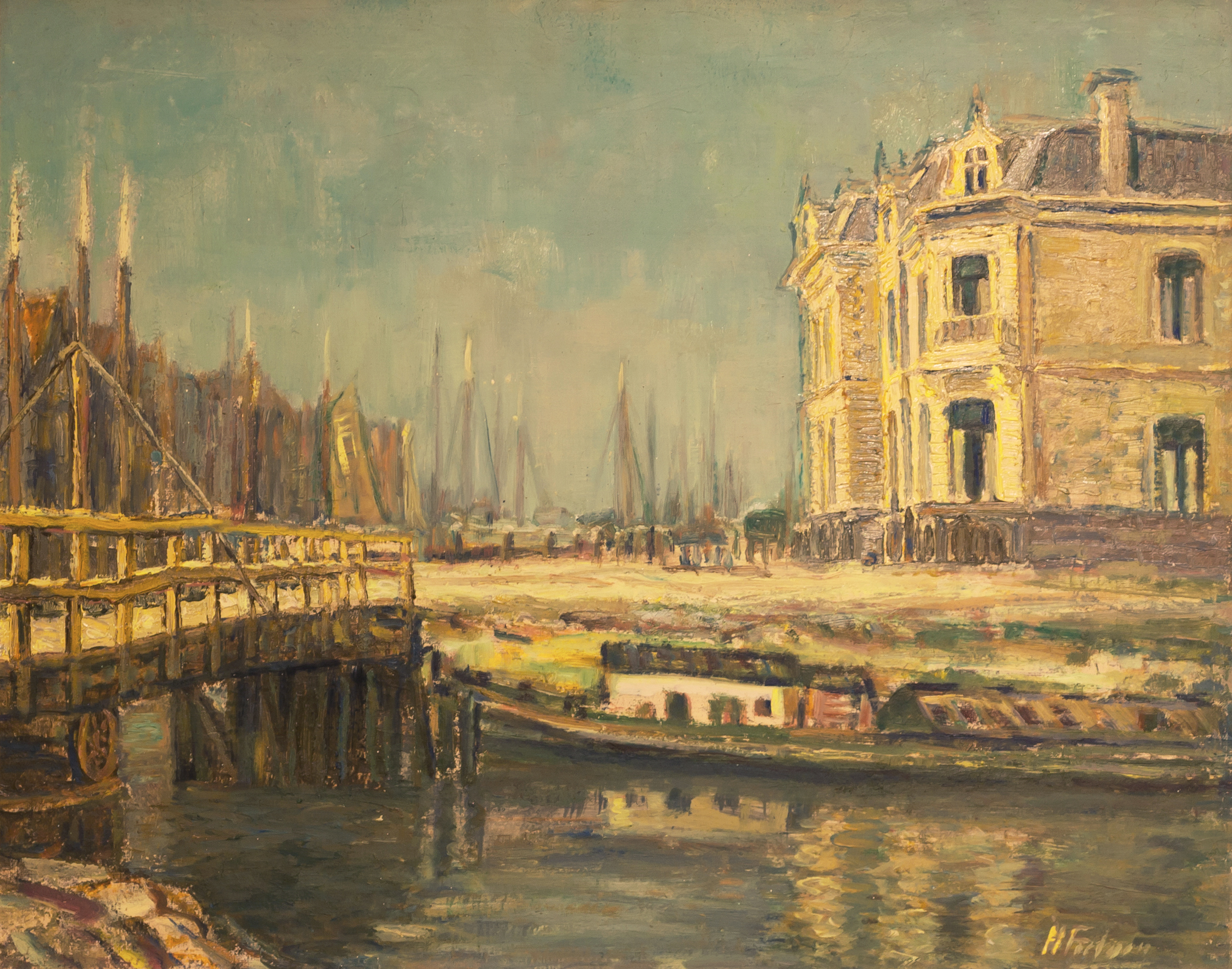
De Witte Villa aan de Govert van Wijnkade in Maassluis (1965)
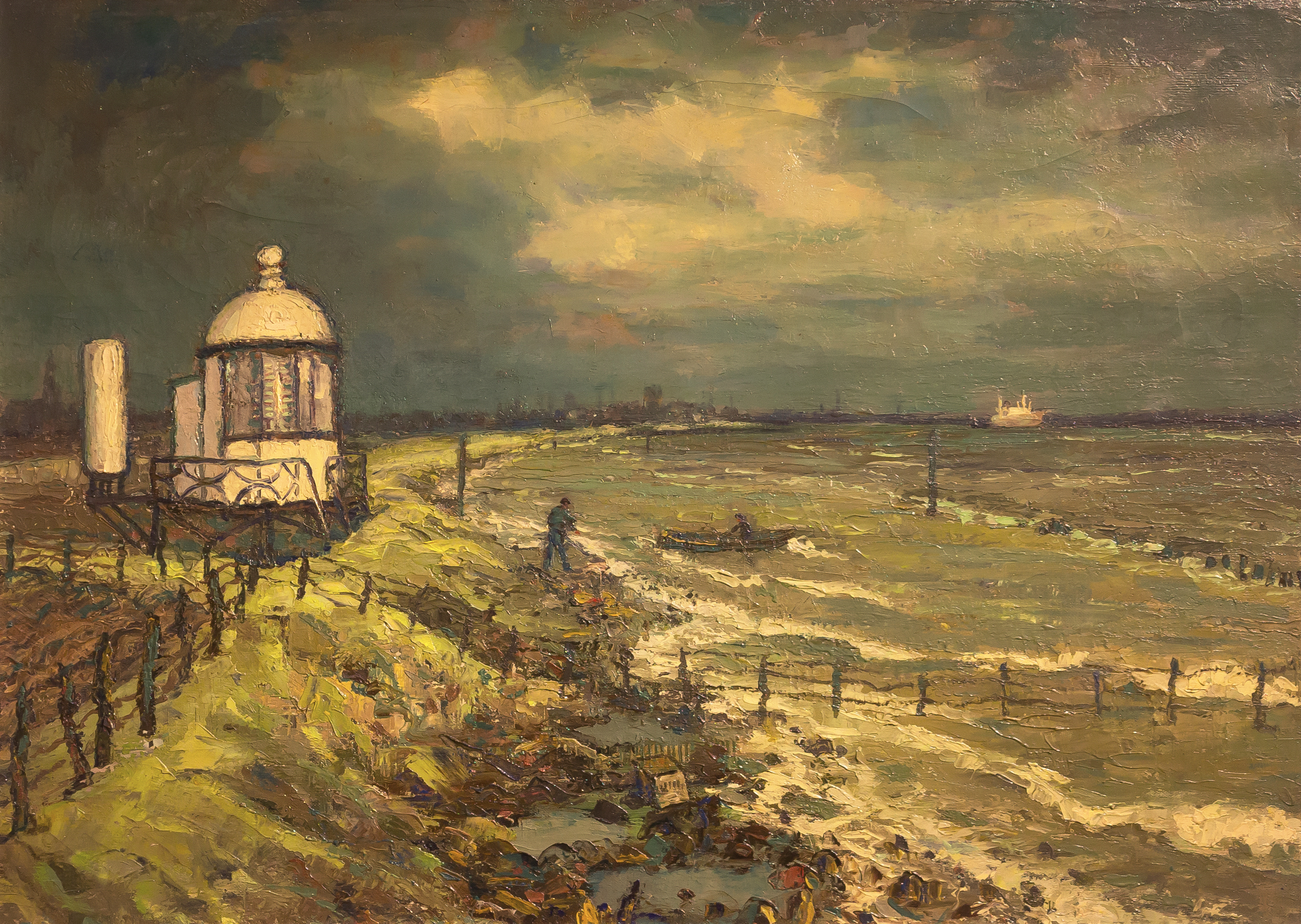
Het Lage Licht in Maassluis (1965)
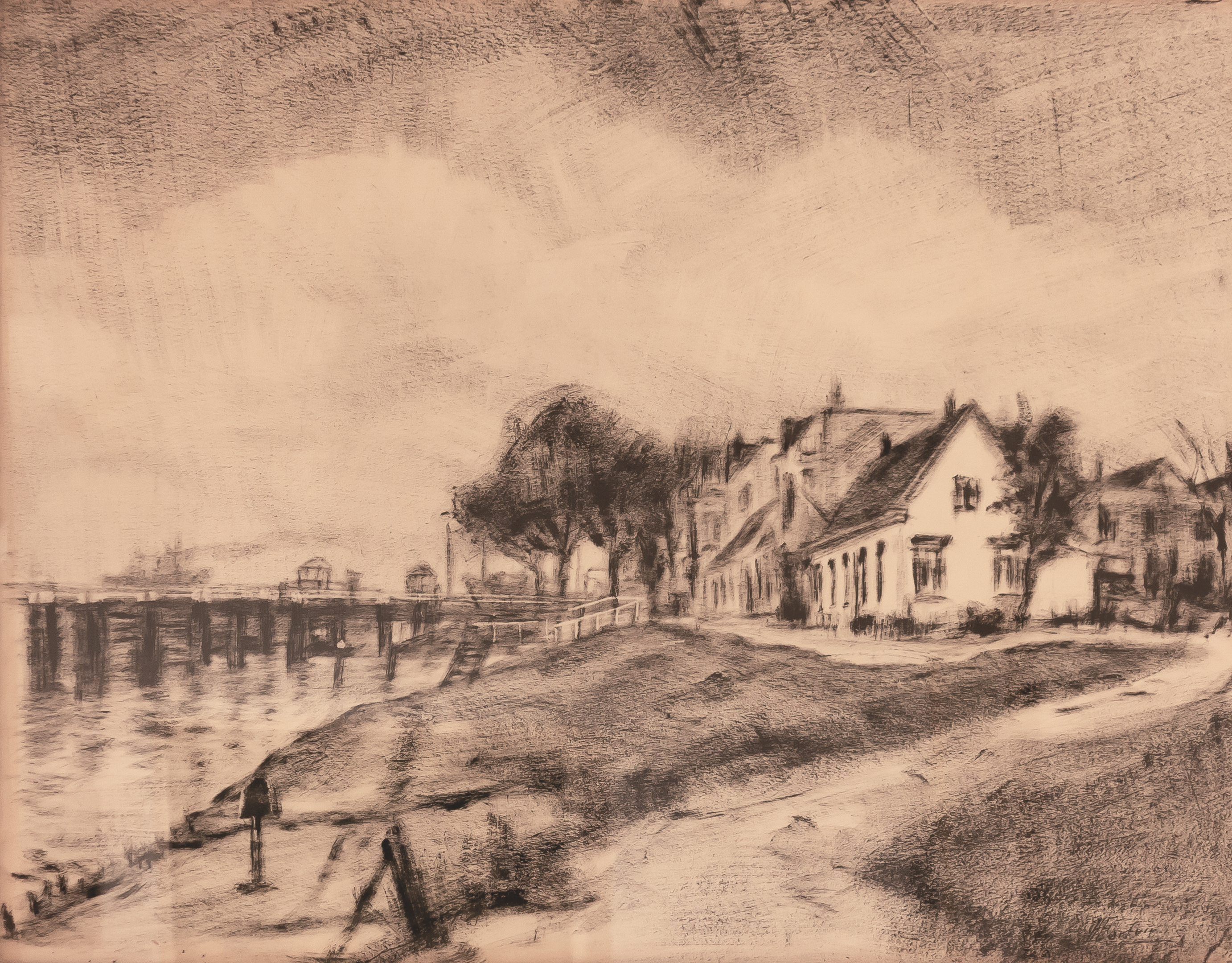
De Burgemeester van der Lelykade in Maassluis (1965)